# Journey to the Outer Limits
Journey to the Outer Limit ist ein US-amerikanischer Dokumentarfilm von Alexander Grasshoff aus dem Jahr 1974.

## Inhalt
In einem Projekt der Colorado Outward Bound School wird 19 Jugendlichen eine Herausforderung gestellt: Nach einer dreiwöchigen Vorbereitung in den Rocky Mountains sollen sie den über 5500 Meter hohen Santa Rosa in Peru besteigen. Diese Jugendlichen kannten sich vorher nicht, kommen aus verschiedenen Orten der gesamten USA und haben unterschiedliche gesellschaftliche Hintergründe. Der Film stellt drei von ihnen vor: Amanda Cabot, die sich vor ihrem Studium in Harvard noch etwas beweisen will; Savage Rosado, Anführer einer Gang aus Chicago, der das Projekt einer Gefängnisstrafe vorzieht, und Rick Polk, der von seinem Vater, einem reichen Geschäftsmann, in das Projekt geschickt wurde. Der Vater möchte seinen Sohn härter machen und ihm zu mehr Selbstvertrauen verhelfen.
Die Vorbereitung beginnt mit einem Waldlauf bei warmen Wetter inklusive Abkühlung in einem Bach, der eiskaltes Schmelzwasser führt. Es folgen Balancierübungen und eine Aufgabe, in der sie zusammenarbeiten müssen. Sie sollen alle ohne Hilfsmittel über eine vierzehn Foot, also etwas über vier Meter, hohe Holzwand kommen. Außerdem müssen sie lernen, ihre Verpflegung einzuteilen. Später kommen Wildwasserkanu und ein Dreitagesmarsch hinzu. Dabei müssen sie unter Anleitung auch eine deutlich mehr als baumhohe Steilwand hochklettern und sich danach abseilen, teilweise frei hängend. So sind sie nach zwei Wochen bereit, eine tiefe Schlucht an einer Seilkonstruktion hängend zu überqueren. Die letzte Woche verbringen sie in einer Höhe von deutlich über 3000 bis über 4000 Meter. Auch dort gibt es eine Mehrtagestour, teilweise bei Schneefall. Außerdem Übungen zur Konfliktbewältigung in der Gruppe. Schließlich folgt ein Querfeldeinlauf über zehn Meilen.
Von Lima aus fahren sie direkt in einem Bus in die Berge, sie sollen die im Training erworbene Anpassung an große Höhen nicht verlieren. Nach einem Kurzaufenthalt in einem Bergdorf reisen sie weiter ins Basislager in deutlich über 4000 Meter Höhe. Dort warten sie vier Tage wegen schlechten Wetters, bevor der Aufstieg beginnt. Bald müssen sie eine Wand hochklettern, dann einen Gletscher überqueren, in dem sie jederzeit einbrechen können. Daher wird jeder Schritt kontrolliert. Abends müssen sie die Getränke für den nächsten Tag vorbereiten; in dieser Höhe muss viel getrunken werden. Es ist auch ein Problem, genügend zu essen, die Höhe macht appetitlos. Am dritten Tag steht der Aufstieg zum Gipfel an. Allerdings muss einer der Jugendlichen wegen Höhenkrankheit aufgeben. Ein anderer weigert sich, weiterzugehen. Der Rest teilt sich in Kleingruppen auf, jede begleitet von einem der Ausbilder. Im Film wird gezeigt, wie eine dieser Kleingruppen, zu der Savage und Rick gehören, den Gipfel erreicht. Savage erfüllt sich seinen lange gehegten Traum, seine Mütze mit der Flagge von Puerto Rico am Gipfel zu hinterlassen. Insgesamt haben 14 der 19, darunter auch Amanda, den Gipfel erreicht.

## Produktion
Journey to the Outer Limits wurde im Auftrag der National Geographic Society von Wolper Productions produziert.

### Veröffentlichung
Obwohl mehrere Seiten, wie zum Beispiel auch die Internet Movie Database, 1973 als Jahr der Veröffentlichung des Films angeben, liefert keine dieser Seiten eine Erläuterung dazu oder nennt auch nur das genaue Datum. Das klingt schlüssig, da der Film bei der Oscarverleihung 1974 nominiert war. Dafür sollten eigentlich nur Filme berücksichtigt werden, die erstmals 1973 in einem Kino in Los Angeles liefen.
Tatsächlich wurde der Film am 10. Januar 1974 auf ABC ausgestrahlt, was aller Wahrscheinlichkeit nach die Premiere war, da das Copyright für den Film am 2. Januar 1974 erteilt wurde. Auch der als Werbung gekennzeichnete Teleguide, in dem Anton Berle in der Zeitschrift Scholastic Teacher Lehrern Vorschläge macht, wie der Film im Schulunterricht verwendet werden könnte, verweist auf diesen Termin. Für die Erstaufführung in einem Kino in Los Angeles nennt das American Film Institute  unter Berufung auf die AMPAS den 6. März 1974.

## Rezeption

### Zweifel am Dokumentationscharakter des Films
Meredith Johnson, eine der 19 Teilnehmerinnen an dem Programm, sagte in einem Interview, die Produktionsleitung habe beschlossen, keine Frauen auf dem Gipfel des Santa Rosa zu zeigen, da dies die Aufgabe unnötig einfach erscheinen lasse. Außerdem erzählte sie von einer Szene, in der sie gezwungen worden war, den Aufstieg zu stoppen und so zu tun, als wäre ihr schwindlig. Der Film zeigt keine solche Szene, aber tatsächlich werden nur drei männliche Teilnehmer auf dem Gipfel gezeigt. Später sagte Meredith Johnson dazu, dass sie falsch zitiert worden sei.
In seiner Kritik zum Film, die am Tag der Ausstrahlung in der New York Times erschien, griff John J. O’Connor diese Thematik auf. Ein Sprecher von National Geographic habe ihm in einem Telefoninterview gesagt, dass es keinerlei Diskriminierung gegeben habe. Die drei jungen Männer seien lediglich als erste zum Gipfel geschickt worden. Und die Szene mit dem Schwindel sei nur eine Demonstration für die Kameras gewesen. O’Connor führt dazu weiter aus, dass es sicherlich viele künstlerische und praktische Erklärungen dafür gebe, doch all dies vertiefe seinen Verdacht, dass National Geographic schon seit etwa einem Jahr in ihren Dokumentationen wiederholt Tatsachen verfälscht habe. Er fügt hinzu, dass Szenen gestellt seien, und verweist dabei auf eine Szene am Anfang des Films, in der Savage seiner Gang erzählt, dass er an dem Projekt teilnehmen werde. O’Connor fragt sich, wieso die Gangmitglieder darüber erstaunt seien, schließlich sei ja ein Kameramann dabei. Er schließt mit den Worten, das sei möglicherweise Showbusiness, aber kaum das, was von National Geographic erwartet werden solle.
Produzent David L. Wolper äußerte sich in seiner Autobiografie Producer: A Memoir dazu. Er habe nie verstanden, warum die meisten seiner Filme von O’Connor so massiv abgelehnt wurden. O’Connor habe den Vorwürfen  geglaubt, ohne sie zu überprüfen, was ihn zu einem unverantwortlichen Journalisten mache. Die Geschichte sei einfach falsch gewesen. Er weist darauf hin, dass Meredith Johnson erklärt habe, sie sei falsch zitiert worden, und dass die Vorwürfe völlig haltlos wären. Auch andere junge Frauen aus der Gruppe seien in die Öffentlichkeit getreten und hätten dies bestätigt. Trotzdem seien er und seine Firma wegen dieser Vorwürfe kritisiert worden, und O’Connor habe sich nie dafür entschuldigt.

### Filmkritik
Neben seinen Zweifeln schrieb John J. O’Connor nicht viel zu dem Film. Er fand, es sei kaum mehr als Werbung für Outward Bound, eine wenig interessante Dokumentation. Der Zuschauer würde durch Script und Musik manipuliert. Die einzig wahren Helden dieser Expedition seien die Kameramänner.

### Auszeichnungen und Nominierungen
Alexander Grasshoff war für Journey to the Outer Limits bei der Oscarverleihung 1974 in der Kategorie Bester Dokumentarfilm nominiert. Der Oscar ging aber an Kieth Merrill für The Great American Cowboy.
Bei der Emmyverleihung 1974 wurden zwei Emmys für Leistungen bei Journey to the Outer Limits vergeben und für zwei weitere gab es Nominierungen. Alexander Grasshoff gewann in der Kategorie Documentary Program Achievements und Peter Pilafian zusammen mit George E. Porter, Eddie J. Nelson und Robert L. Harman in der Kategorie Film or Tape Sound Mixing. Nominiert waren Billy Goldenberg in der Kategorie Music Composition und David Newhouse in der Kategorie Film Editing – Documentary Programming.